# 水島の変
水島の変（みずしまのへん）は、南北朝時代末期の永和元年/天授元年8月26日（1375年9月22日）に、九州探題今川了俊が、筑前守護少弐冬資を肥後菊池郡水島（現在の熊本県菊池市七城町）で暗殺した事件。

## 概要
応安4年/建徳2年（1371年）に、九州探題として派遣された今川了俊の目覚しい働きによって翌年には南朝の懐良親王・菊池武光が拠点としていた大宰府を陥落させて自己の根拠とし、更に菊池武光・武政父子の死に乗じて南朝方の新本拠地となった筑後高良山を陥落させた。これに対して鎌倉幕府以来筑前を支配をしていた北朝方の少弐氏は筑前の支配権を了俊に奪われることを危惧、了俊に対して次第に非協力的な態度を取るようになり、了俊も筑前を九州探題の直轄にすべく少弐氏を抑圧する方針を採り始めた。
永和元年/天授元年に入ると、了俊は菊池氏の本拠である肥後侵攻を本格化させて7月12日に水島に兵を進めた。その際、九州の3名の有力守護である大隅守護島津氏久・豊後守護大友親世、そして筑前守護少弐冬資を肥後水島の了俊の元に召集した。まず親世が来陣し、次いで氏久が8月11日に来陣したが、冬資のみは参陣を拒んだため、了俊は氏久に冬資の来陣を促させた。両者の対立を憂慮する氏久の説得によって冬資は漸く水島に参上したが、了俊は冬資を自陣で歓待するとして歓迎の宴を催すと、その最中に山内某（山内通忠か？）が冬資を組み伏せ、今川仲秋が斬って謀殺した。了俊は氏久の元へ使いを出し誘殺の理由を述べたが、面目を潰された氏久は激怒し兵を率いて帰国、了俊が筑後守護職を以って繋ぎとめようとするのさえ拒絶し、以後は了俊と絶縁した。親世も、9月2日に了俊より豊後諸所の地頭職を与えられたが、中立的な態度に転じた。
これを見た菊池軍は水島陣の後背である筑後国で蜂起し、8月29日、了俊が鎮圧に向かわせた長井貞広・宇都宮経景らが討ち死にするという大敗を喫した。9月8日には了俊は水島からの撤退を余儀なくされるも、開き直った了俊は自ら筑前守護の兼務を宣言、後に冬資の甥の貞頼に守護職を譲ったものの、筑前の実権を掌握した。
事件により、島津氏・大友氏は半ば離反し、九州三人衆の協力が得られなくなった。これを見た九州の南朝側が一斉に蜂起することにもなり、九州を平定することは不可能になったが、了俊は北九州においては、自己の権力基盤を固めることに成功して、以後積極的な九州経営を展開した。ところが、高麗の国使である儒学者の鄭夢周に独自に会談をもって外交交渉を行うなど、日明貿易などの外交権を独占を目指す3代将軍足利義満の方針と対立し、それが後日の失脚の遠因ともなった。